# Prêmio Guarani de Cinema Brasileiro 2021
O Prêmio Guarani de Cinema Brasileiro de 2021 é a vigésima sexta edição do Prêmio Guarani, organizada pela Academia Guarani de Cinema. Os indicados passaram por uma criteriosa avaliação de mais 40 críticos de cinema de todas as regiões do Brasil, que elegeram cinco finalistas que se destacaram no cinema durante o ano de 2020 nas 24 categorias da premiação.
A homenagem especial da cerimônia foi para a atriz Laura Cardoso.

## Vencedores e indicados
Os nomeados para a 26ª edição foram anunciados na página oficial do Papo de Cinema em 23 de novembro de 2021. Os vencedores foram anunciados em 8 de dezembro em uma transmissão ao vivo no Instagram do Papo de Cinema apresentada por Robledo Milani e o vencedor do Guarani Christian Malheiros.
| Melhor Filme | Melhor Direção |
| --- | --- |
| - Sertânia – Barbara Cariry - A Febre – Maya Da-Rin - Aos Olhos de Ernesto – Nora Goulart - Babenco – Alguém Tem que Ouvir o Coração e Dizer: Parou – Bárbara Paz e Myra Babenco - Pacarrete – Allan Deberton, Ariadne Mazzetti e César Teixeira | - Geraldo Sarno – Sertânia - Allan Deberton – Pacarrete - Ana Luiza Azevedo – Aos Olhos de Ernesto - Bárbara Paz – Babenco – Alguém Tem que Ouvir o Coração e Dizer: Parou - Maya Da-Rin – A Febre |
| Melhor Atriz | Melhor Ator |
| - Marcélia Cartaxo – Pacarrete como Pacarrete - Andréa Beltrão – Verlust como Frederica - Djin Sganzerla – Mulher Oceano como Hannah Visser / Ana Bittencourt - Mawusi Tulani – Todos os Mortos como Iná Nascimento - Regina Casé – Três Verões como Madalena "Madá" dos Santos Marins                                                                         | - Irandhir Santos – Fim de Festa como Breno - Jorge Bolani – Aos Olhos de Ernesto como Ernesto - Fabrício Boliveira – Breve Miragem de Sol como Paulo - Rômulo Braga – O Barco como Letra A - Vertin Moura – Sertânia como Antão Gavião |
| Melhor Atriz Coadjuvante | Melhor Ator Coadjuvante |
| - Zezita Matos – Pacarrete como Chiquinha - Bárbara Colen – Breve Miragem de Sol como Karina - Dandara de Morais – Açúcar como Alessandra - Hermila Guedes – Fim de Festa como Cosma e Damiana - Soia Lira – Pacarrete como Maria | - João Miguel – Pacarrete como Miguel - Júlio Andrade – Aos Olhos de Ernesto como Ramiro - Julio Adrião – Sertânia como Capitão Jesus - Rogério Fróes – Três Verões como Seu Lira - Thomás Aquino – Todos os Mortos como Eduardo |
| Melhor Roteiro Original | Melhor Roteiro Adaptado |
| - Pacarrete – Allan Deberton, André Araújo, Natália Maia e Samuel Brasileiro - A Febre – Maya Da-Rin, Miguel Seabra Lopes e Pedro Cesarino - Aos Olhos de Ernesto – Ana Luiza Azevedo e Jorge Furtado - Cidade Pássaro – Chika Anadu, Francine Barbosa, Maíra Bühler, Matias Mariani, Júlia Murat, Chioma Thompson e Roberto Winter - Sertânia – Geraldo Sarno | - O Barco – Petrus Cariry, Rosemberg Cariry e Firmino Holanda, baseado no conto homônimo de Carlos Emílio Corrêa Lima - A Divisão: O Filme – Vicente Amorim, Aurélio Aragão, Gustavo Bragança, José Junior, José Luiz Magalhães, Rafael Spinola, Fernando Toste e Erik de Castro, baseado na série homônima criada por José Júnior e José Luiz Magalhães - Boca de Ouro – Euclydes Marinho, baseado na peça homônima de Nelson Rodrigues - M8: Quando a Morte Socorre a Vida – Jeferson De e Felipe Sholl, baseado no livro homônimo de Salomão Polak - Narciso em Férias – Ricardo Calil e Renato Terra, baseado no livro homônimo de Caetano Veloso |
| Melhor Longa-Metragem Documentário | Melhor Curta-Metragem Documentário |
| - Babenco – Alguém Tem que Ouvir o Coração e Dizer: Parou – Bárbara Paz e Myra Babenco - Emicida: Amarelo - É Tudo Pra Ontem – Evandro Fióti - Fico te Devendo uma Carta Sobre o Brasil – Carol Benjamin, Leandra Leal e Rita Toledo - Indianara – Ana Lima, Aude Chevalier-Beaumel e Marcelo Barbosa - Narciso em Férias – Paula Lavigne                      | - A Morte Branca do Feiticeiro Negro – Rodrigo Ribeiro - Cinema Contemporâneo – Felipe André Silva - Entre Nós e o Mundo – Fábio Rodrigo - Extratos – Sinai Sganzerla - O que Pode um Corpo? – Victor De Marco e Márcio Picoli |
| Melhor Curta-Metragem Ficção | Melhor Animação |
| - República – Grace Passô - Inabitável – Enock Carvalho e Matheus Farias - O Barco e o Rio – Bernardo Abinader - Os Últimos Românticos do Mundo – Henrique Arruda - Quatro Bilhões de Infinitos – Marco Antonio Pereira | - Mãtãnãg: A Encantada – Shawara Maxakali e Charles Bicalho - Nimbus – Marcos Buccini - O Colírio do Corman me Deixou Doido Demais – Ivan Cardoso - O Homem das Gavetas – Duda Rodrigues - O Mundo de Clara – Ayodê França |
| Melhor Direção de Fotografia | Melhor Direção de Arte |
| - Sertânia – Miguel Vassy - A Febre – Barbara Alvarez - Babenco – Alguém Tem que Ouvir o Coração e Dizer: Parou – Stefan Ciupek, Carolina Costa e Bárbara Paz - O Barco – Petrus Cariry - Pacarrete – Beto Martins | - Pacarrete – Rodrigo Frota - Aos Olhos de Ernesto – Fiapo Barth e William Valduga - O Barco – Sergio Silveira - Sertânia – Ana Dominoni - Todos os Mortos – Juliana Lobo |
| Melhor Figurino | Melhor Maquiagem |
| - Pacarrete – Chris Garrido - Aos Olhos de Ernesto – Rosangela Cortinhas - O Barco – Lana Patrícia - Sertânia – Ana Dominoni - Todos os Mortos – Gabriella Marra | - Todos os Mortos – Vanessa Barone Pina - Macabro – Luiz Gaia - O Barco – Amaro Bezerra - Pacarrete – Tayce Vale - Sertânia – Claudia Riston |
| Melhor Montagem | Melhor Efeito Visual |
| - Babenco – Alguém Tem que Ouvir o Coração e Dizer: Parou – Cao Guimarães e Bárbara Paz - Aos Olhos de Ernesto – Giba Assis Brasil - Cidade Pássaro – Luisa Marques - Pacarrete – Joana Collier - Sertânia – Geraldo Sarno e Renato Vallone | - Todos os Mortos – Jean Sebastien Leroux - A Divisão: O Filme – Marcelo Siqueira - Alice Júnior – Nyck Maftum - Boca de Ouro – Marcelo Siqueira - Macabro – Núbia Teixeira e Ana Luiza Rodrigues |
| Melhor Som | Melhor Trilha Sonora |
| - Sertânia – Toninho Muricy - A Divisão: O Filme – José Moreau Louzeiro, Lucas Marcier, Fabiano Krieger e Paulo Gama - O Barco – Érico Paiva, Petrus Cariry e Yures Viana - Pacarrete – Márcio Câmara, Rodrigo Ferrante e Cauê Custódio - Todos os Mortos – Gabriela Cunha e Rubén Valdes                                                                      | - Fim de Festa – DJ Dolores - Alice Júnior – Vinícius Nisi - Babenco – Alguém Tem que Ouvir o Coração e Dizer: Parou – O Grivo - Pacarrete – Fred Silveira - Sertânia – Lindemberg Cardoso |
| Melhor Revelação Feminina | Melhor Revelação Masculina |
| - Anne Celestino Mota – Alice Júnior como Alice Júnior - Alaíde Costa – Todos os Mortos como Josefina - Carolina Bianchi – Todos os Mortos como Ana - Gabriela Poester – Aos Olhos de Ernesto como Bia - Rosa Peixoto – A Febre como Vanessa | - Regis Myrupu – A Febre como Justino - Agyei Augusto – Todos os Mortos como João - Bruno Risas – diretor e escritor de Ontem Havia Coisas Estranhas no Céu - Diego Avelino – Meio Irmão como Jorge - Emmanuel Rosset – Alice Júnior como Jean Genet |
| Melhor Elenco | Melhor Filme Estrangeiro |
| - Pacarrete – Allan Deberton, Icaro Costa-Paio e Christian Duurvoort - Alice Júnior – Diego Marchioro e Fábio Thibes - Fim de Festa – Bruna Leite - Sertânia – Geraldo Sarno - Três Verões – Marcela Altberg | - Retrato de uma Jovem em Chamas – Céline Sciamma (França) - Martin Eden – Pietro Marcello (Itália) - Nunca Raramente Às Vezes Sempre – Eliza Hittman (EUA) - Transtorno Explosivo – Nora Fingscheidt (Alemanha) - Você Não Estava Aqui – Ken Loach (Inglaterra) |